# إيزابيل أتكن
إيزابيل أتكن (بالإنجليزية: Isabel Atkin)‏ هي متزحلقة حرة أمريكية وبريطانية، ولدت في 21 يونيو 1998 في بوسطن في الولايات المتحدة.

## وصلات خارجية
- إيزابيل أتكن على موقع الاتحاد الدولي للتزلج (التزلج الحر) (الإنجليزية)
- إيزابيل أتكن على موقع اللجنة الأولمبية الدولية (الإنجليزية)
- إيزابيل أتكن على موقع أوليمبيديا (الإنجليزية)
- إيزابيل أتكن على موقع اللجنة الأولمبية البريطانية (الإنجليزية)
- إيزابيل أتكن على موقع ألعاب إكس (مؤرشف) (الإنجليزية)